# Una tipa come me
Una tipa come me è un singolo della rapper italiana Anna, pubblicato il 17 gennaio 2025 come sesto estratto dal primo album in studio Vera Baddie.

## Descrizione
Il brano, scritto dalla stessa rapper con Westen Weiss, è prodotto da quest'ultimo.

## Tracce
Testi di Anna Pepe, musiche di Anna Pepe e Westen Weiss.
1. Una tipa come me – 2:52

## Classifiche
| Classifica (2024) | Posizione massima |
| ----------------- | ----------------- |
| Italia            | 68                |